# Эйнсуорт, Джеффри Клаф
Дже́ффри Клаф Э́йнсуорт (англ. Geoffrey Clough Ainsworth, 1905—1998) — английский миколог, специалист по ржавчинным грибам.

## Биография
Родился В Бирмингеме 9 октября 1905 года. Отец Джеффри умер, когда мальчику было три года. Учился в Ипсуичской средней школе, затем — в Кингсвудской школе в Бате. В 1926 году поступил в Университетский колледж Ноттингема (ныне — Ноттингемский университет), где учился на фармацевта. Затем перешёл на кафедру ботаники, которую окончил в 1930 году.
Некоторое время занимался изучением вирусных болезней растений на Ротамстедской экспериментальной станции, в 1931 году был назначен микологом на Честнатской научной станции.
В 1934 году в Лондонском университете защитил диссертацию доктора философии, в которой рассматривал вирусные болезни томата.
В 1939—1945 годах Эйнсуорт работал ассистентом-микологом в Имперском микологическом институте в Кью. В 1946—1947 годах — руководил микологическим департаментом Уэллкамских лабораторий физиологических исследований, занимался изучением антибиотических веществ, выделил из бактерии Bacillus aerosporus антибиотик аэроспорин.
С 1948 года работал на кафедре ботаники Эксетерского университета, где занимался исследованием грибковых болезней животных и человека. С 1961 по 1964 год Эйнсуорт был заместителем директора Государственного микологического института, затем, до 1968 года, — его директором.
Вместе с Гаем Ричардом Бисби Эйнсуорт составил микологический словарь Dictionary of the Fungi, впервые изданный в 1943 году, в 2008 году переизданный в 10-й раз.
Скончался 25 октября 1998 года.

## Некоторые научные публикации
- Ainsworth G. C., Bisby G. R. A Dictionary of the Fungi. — Kew, 1943.
- Ainsworth G. C., Sampson K. The British Smut Fungi (Ustilaginales). — Kew, 1950.
- Ainsworth G. C. Introduction to the History of Mycology. — Kew, 1976.
- Ainsworth G. C. Introduction to the History of Medical and Veterinary Mycology. — Kew, 1987.

## Роды грибов, названные именем Дж. Эйнсуорта
- Ainsworthia Bat. & Cif., 1962, nom. illeg. — Phaeosaccardinula Henn., 1905